# Lisiny (gmina Śliwice)
Lisiny – wieś borowiacka w Polsce, położona w województwie kujawsko-pomorskim, w powiecie tucholskim, w gminie Śliwice, na obszarze Borów Tucholskich.
W latach 1975–1998 miejscowość należała administracyjnie do województwa bydgoskiego. Według Narodowego Spisu Powszechnego (III 2011 r.) liczyła 253 mieszkańców. Jest szóstą co do wielkości miejscowością gminy Śliwice.